# Aieta
Aieta község (comune) Olaszország Calabria régiójában, Cosenza megyében.

## Fekvése
A Pollino Nemzeti Park területén fekszik a megye északnyugati részén. Határai: Laino Borgo, Laino Castello, Papasidero, Praia a Mare és Tortora.

## Története
A települést a 8. században alapították baziliánus szerzetesek, de területét már az ókorban lakták (erre utalnak az Aieta Vetere frazioneban talált régészeti leletek. A középkor során cosenzai nemesi családok birtokolták. Önállóságát a 19. század elején nyerte el, amikor a Nápolyi Királyságban felszámolták a feudalizmust. A 20. században népessége jelentősen lecsökkent a munkanélküliség és szegénység miatt kiváltott kivándorlás miatt.

## Népessége
A népesség számának alakulása:

## Főbb látnivalói
- Palazzo Martirano-Spinelli - 16. századi nemesi palota
- San Francesco-templom - a 17. század során épült